# Libocedrus plumosa
Libocedrus plumosa är en cypressväxtart som först beskrevs av David Don, och fick sitt nu gällande namn av Charles Sprague Sargent. Libocedrus plumosa ingår i släktet Libocedrus och familjen cypressväxter. IUCN kategoriserar arten globalt som nära hotad. Inga underarter finns listade i Catalogue of Life.

## Bildgalleri

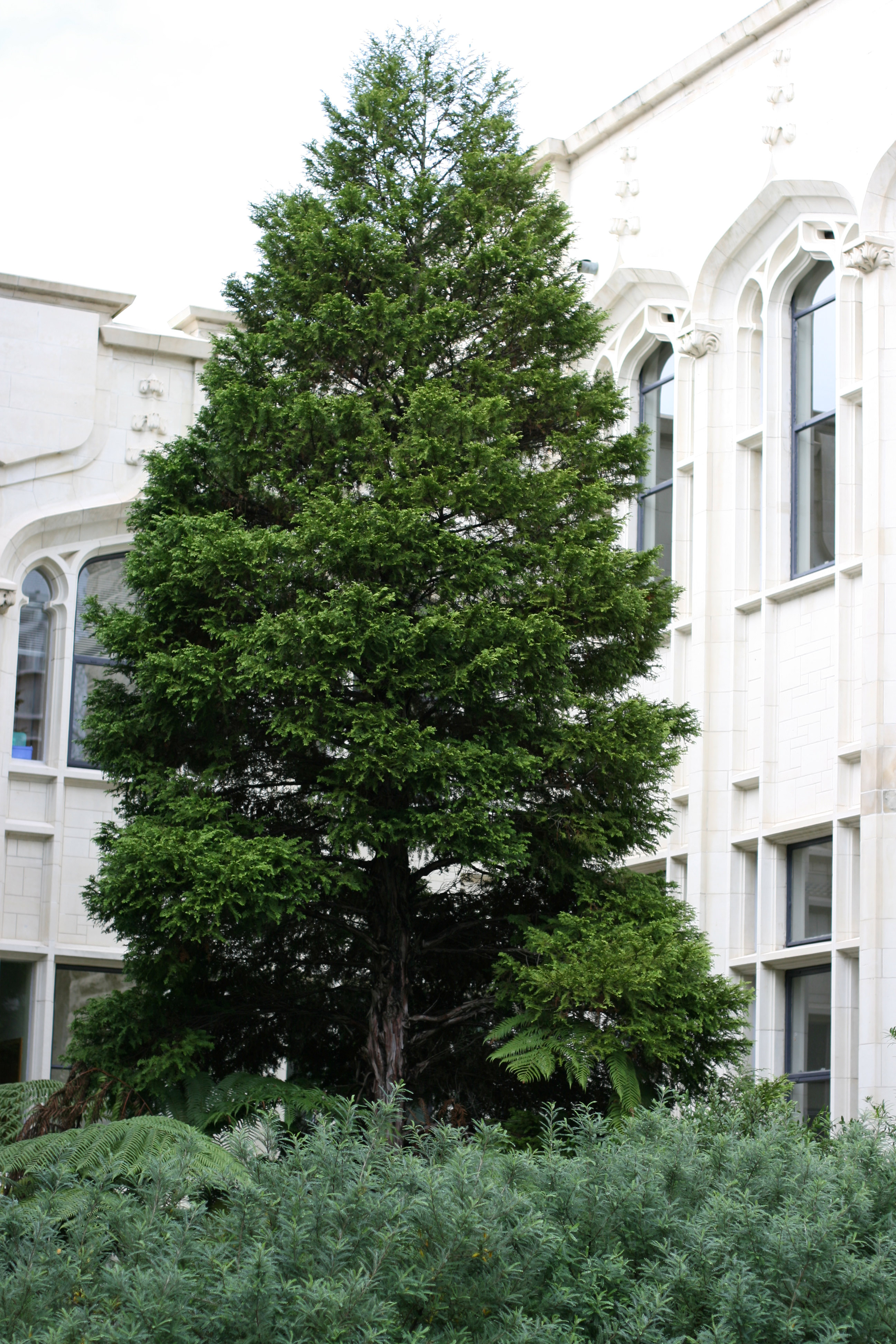
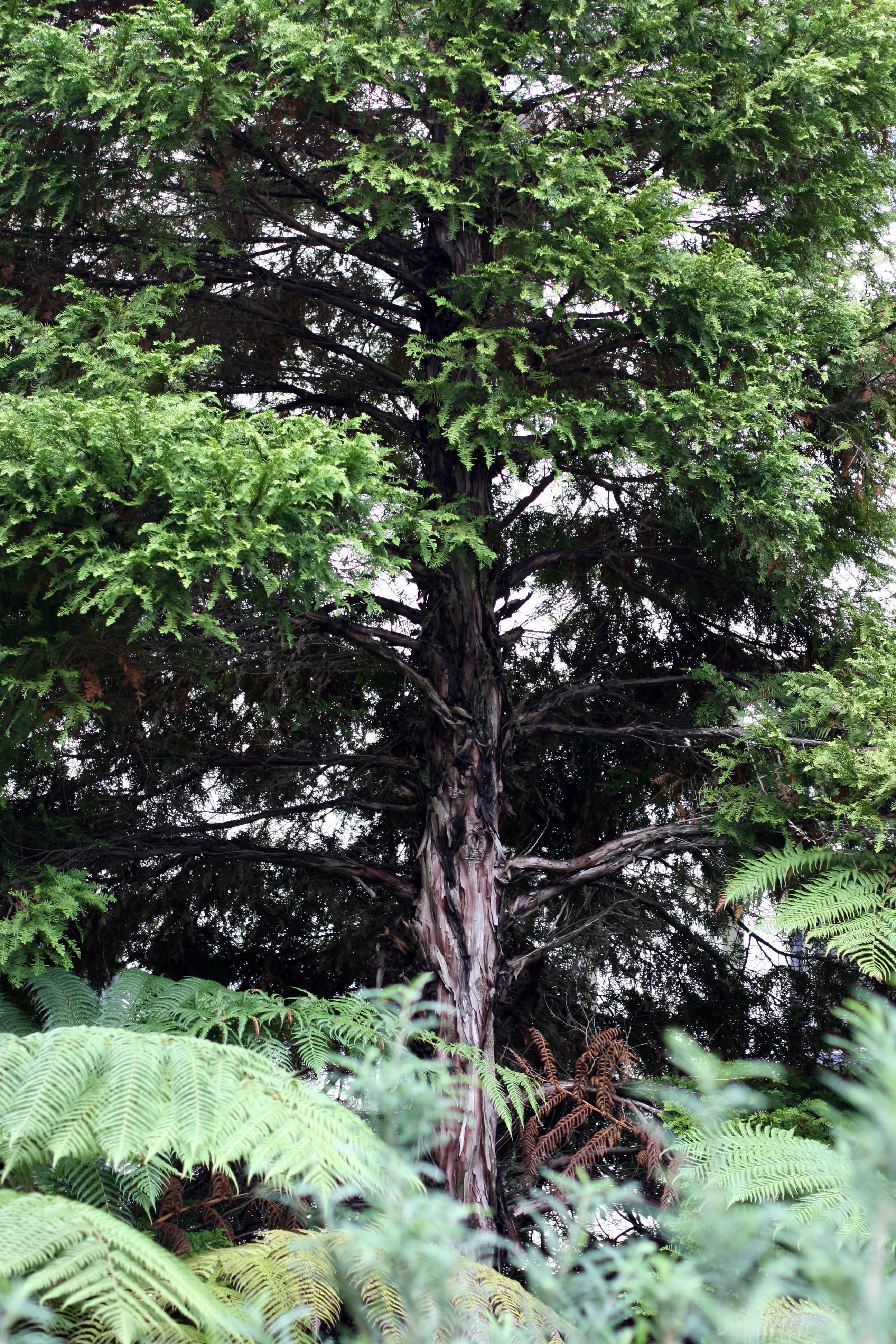
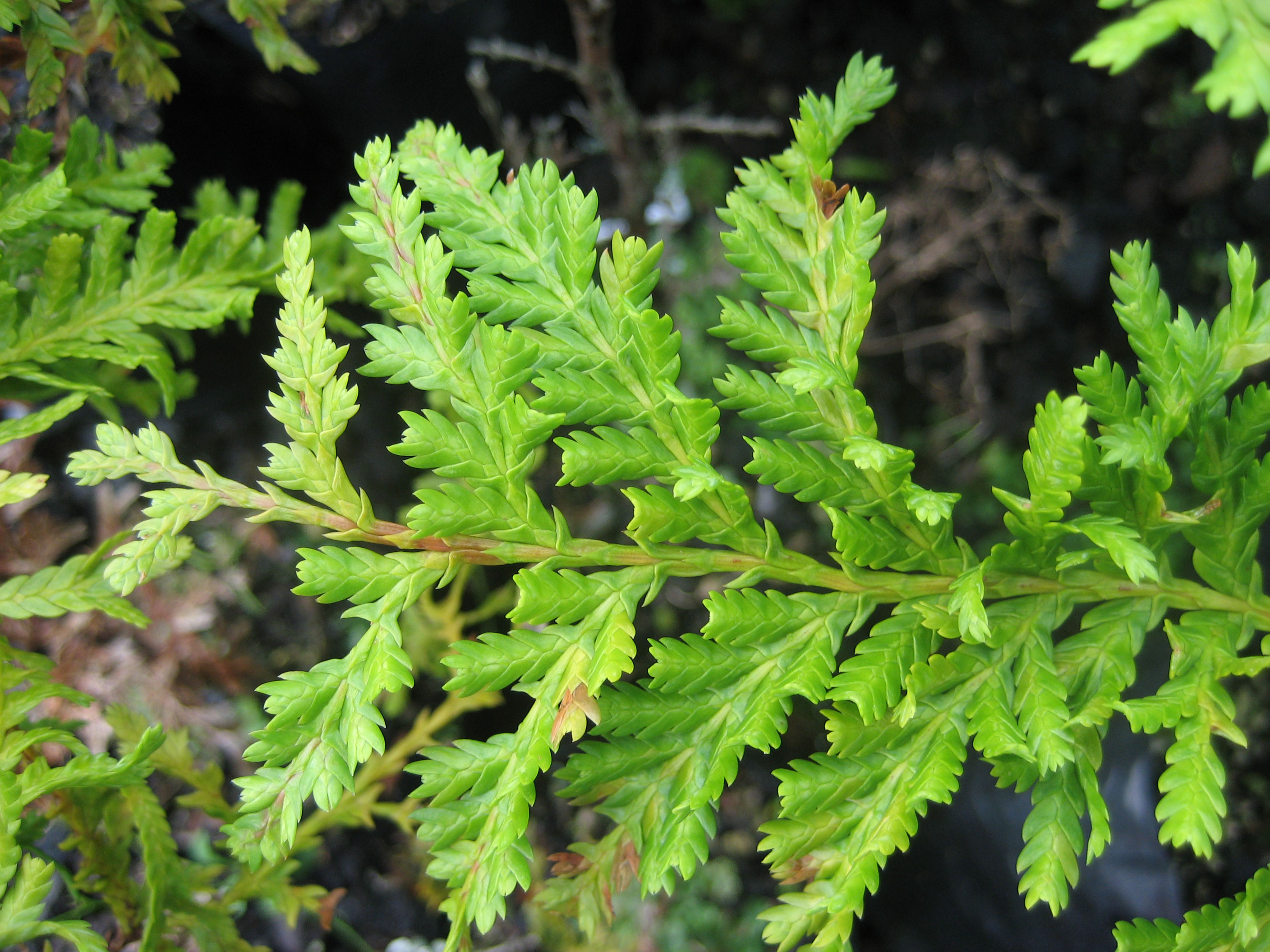